# 布鲁诺·马索
布鲁诺·马索（法語：Bruno Massot，1989年1月28日—）原籍法国，生于卡尔瓦多斯省卡昂，是一名德国男子花样滑冰运动员，主攻双人滑项目。他在1996年开始练习滑冰，一开始他的教练是Jean-Francois Ballester，他于2006–07赛季开始参加男子单人滑赛事。17岁时，Ballester建议他转攻双人滑。他曾和Camille Foucher、Anne-Laure Letscher和Daria Popova搭档。2014年，他开始和阿莉安娜·薩維琴科合作，由于国际滑冰联盟不允许一对选手以不同的协会参赛，他开始代表德国参赛。2017年11月，他获得了德国国籍，得以有资格参加2018年平昌冬奥。
2015年，他向交往多年的女友Sophie Levaufre订婚，两人的儿子在2018年10月出生。